# Oncidium incurvum
Oncidium incurvum är en orkidéart som beskrevs av George Barker och John Lindley. Oncidium incurvum ingår i släktet Oncidium och familjen orkidéer. Inga underarter finns listade i Catalogue of Life.

## Bildgalleri

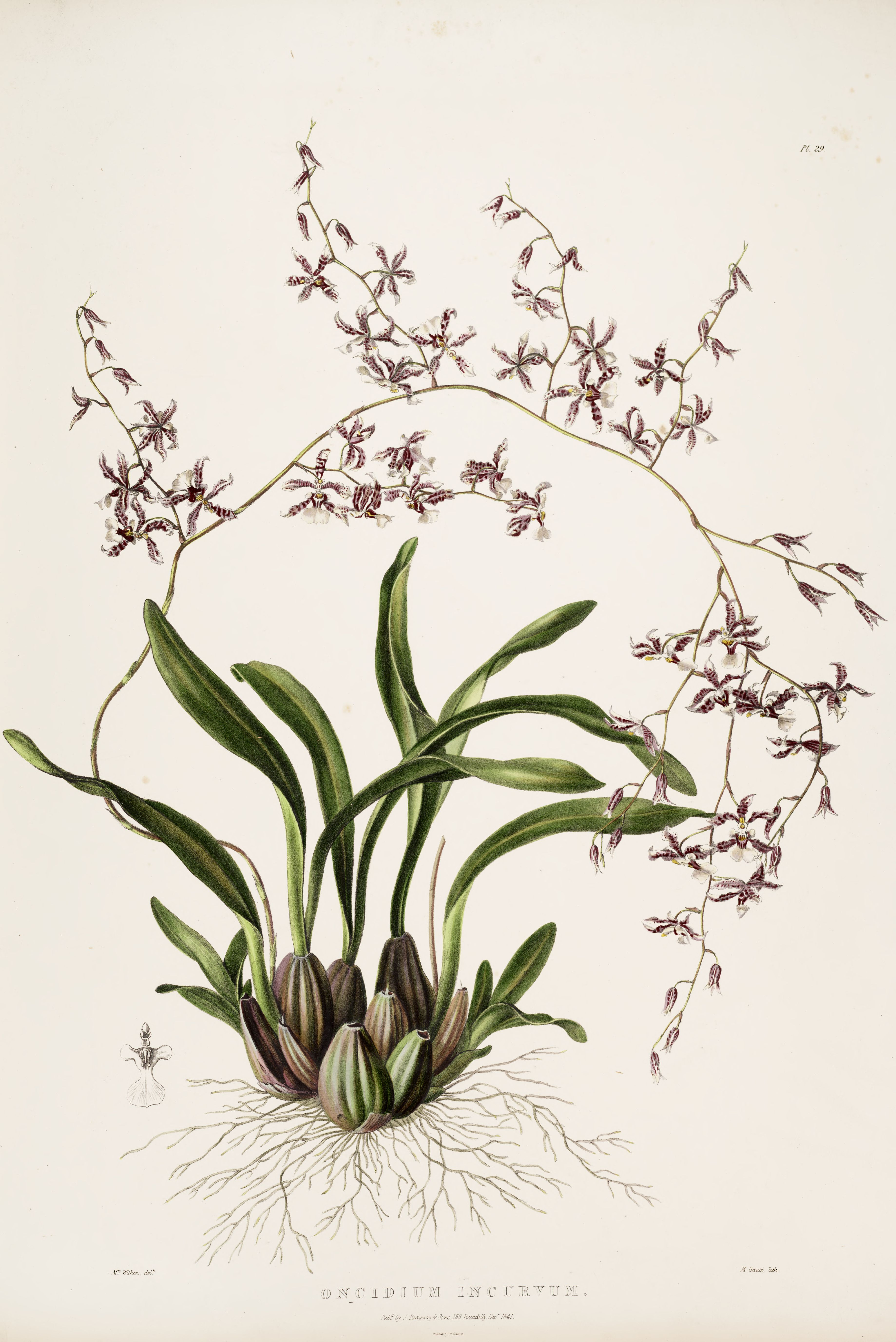
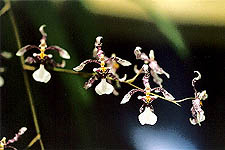
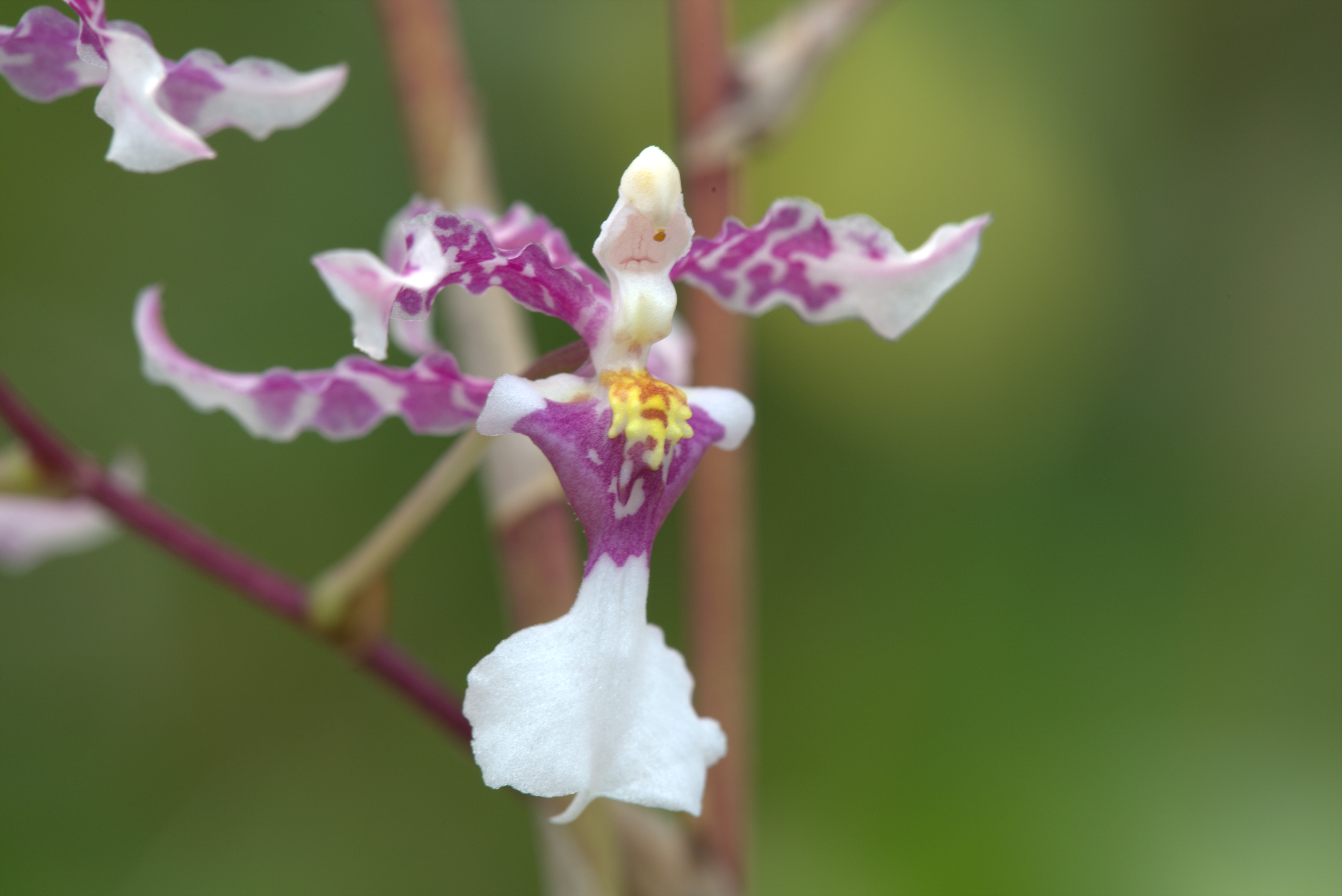